# قود بن عسكر

تعديل مصدري - تعديل

قود بن عسكر هي إحدى قرى عزلة القارة بمديرية رصد التابعة لمحافظة أبين، بلغ تعداد سكانها 239 نسمة حسب تعداد اليمن لعام 2004.